# Зародышевые оболочки
Зародышевые оболочки — оболочки, образующиеся вокруг зародыша при его развитии. Служат для поддержания жизнедеятельности и защиты эмбриона от повреждений. Зародышевые оболочки имеются у некоторых беспозвоночных и всех высших позвоночных животных. Образуются из клеток эмбриона во время зародышевого развития. Зародышевые оболочки подразделяются на амнион (внутренняя водная оболочка), хорион (серозная оболочка) и аллантоис.
Амнион формируется из внезародышевой эктодермы. Он заполнен жидкостью и предохраняет зародыш от высыхания, защищает его от механических повреждений. Хорион развивается из трофобласта и внезародышевой мезодермы. У пресмыкающихся и птиц хорион примыкает к скорлупе яйца, а у млекопитающих он соприкасается со стенкой матки, и через него осуществляется обмен веществ. Полость между зародышем и амнионом называют амниотической, а между амнионом и хорионом — серозной. Аллантоис развивается из вентральной стенки задней кишки эмбриона. Он участвует в процессе газообмена зародыша с окружающей средой, в его полость происходит выделение жидких продуктов обмена веществ (в основном мочи).